# Ritratto di Eleonora d'Aragona
Il Ritratto di Eleonora d'Aragona è una scultura marmorea (altezza 50 cm), realizzata da Francesco Laurana intorno al 1468 e custodita nella Galleria regionale di Palazzo Abatellis a Palermo.

## Storia
Il busto proviene dalla tomba di Eleonora d'Aragona, contessa di Caltabellotta morta nel 1405, situata nell'abbazia di Santa Maria del Bosco a Calatamauro. Si tratta quindi di un ritratto postumo.
Esistono due busti di principessa molto simili a quello ubicato a Palazzo Abatellis: uno Al Louvre e l'altro al Castello di Federico II a Giuliana

## Descrizione e stile
Il finissimo ritratto femminile è raffigurato come un busto comprendente le spalle, tagliato all'altezza del petto. L'effigie è caratterizzata da una bellezza levigata e rarefatta, dove la purezza delle forme e la sintesi geometrica sembrano richiamarsi a modelli di Piero della Francesca e di Antonello da Messina. L'idealizzazione in questo caso trasfigura le fattezze fisiognomiche, verso forme sofisticatamente pure.
I capelli sono raccolti in velo che nasconde le orecchie e dà alla forma della testa un aspetto più levigato.

## Altre immagini

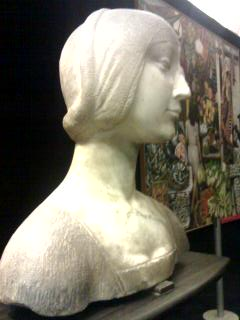
Veduta laterale
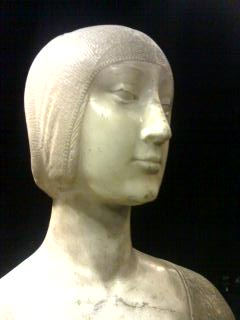
Dettaglio